# Shaikhpura
Shaikhpura är en ort i Indien.   Den ligger i distriktet Sheikhpura och delstaten Bihar, i den nordöstra delen av landet, 900 km öster om huvudstaden New Delhi. Shaikhpura ligger 54 meter över havet och antalet invånare är 46 718.
Terrängen runt Shaikhpura är mycket platt. Runt Shaikhpura är det tätbefolkat, med 591 invånare per kvadratkilometer. Närmaste större samhälle är Sarmera, 13,6 km norr om Shaikhpura. Trakten runt Shaikhpura består till största delen av jordbruksmark.